# Сенді Річардс
Анжела «Сенді» Річардс (англ. Angella «Sandie» Richards; нар. 6 листопада 1968) — колишня ямайська легкоатлетка, яка спеціалізувалась з бігу на короткі та середні дистанції.
У 1998 році визнана спортсменкою року на Ямайці. У 2002 році нагороджена орденом Ямайки.

## Життєпис
Сенді Річардс навчалася в коледжі Кларендон на Ямайці. Здобула ступінь молодшого спеціаліста з соціології у коледжі Сен-Джесінто (США). Згодом навчалася в Техаському університеті на спортивну стипендію та отримала ступінь бакалавра соціології.
Починаючи з 2009 року працює у компанії «UTC HEALTH & REHAB» (Остін), де обіймає посаду координатора з реабілітації.

## Олімпійські результати
| Рік  | Змагання               | Місто     | Місце | Дисципліна | Примітки |
| ---- | ---------------------- | --------- | ----- | ---------- | -------- |
| 1988 | літні Олімпійські ігри | Сеул      | #5    | 4×400 м    |          |
| 1988 | #5 h2 r2/4             | 400 м     |       |            |          |
| 1992 | літні Олімпійські ігри | Барселона | #5    | 4×400 м    |          |
| 1992 | #7                     | 400 м     |       |            |          |
| 1996 | літні Олімпійські ігри | Атланта   | #4    | 4×400 м    |          |
| 1996 | #7                     | 400 м     |       |            |          |
| 2000 | літні Олімпійські ігри | Сідней    | 2     | 4×400 м    |          |
| 2000 | #5 h2 r3/4             | 400 м     |       |            |          |
| 2004 | літні Олімпійські ігри | Афіни     | 3     | 4×400 м    |          |